# Maripa stellulata
Maripa stellulata là một loài thực vật có hoa trong họ Bìm bìm. Loài này được Steyerm. mô tả khoa học đầu tiên năm 1968.